# Frantz Brunet
Pour les articles homonymes, voir Brunet.
Frantz Brunet, né à Franchesse (Allier) le 27 août 1879 et mort le 26 juillet 1965, est un linguiste français.

## Biographie
Professeur à l'École normale de Moulins de 1905 à 1920, il fut ensuite inspecteur primaire en Saône-et-Loire. Il est un ami intime de l'homme politique de gauche Pierre Brizon avec qui il échange de nombreuses lettres.

## Travaux linguistiques

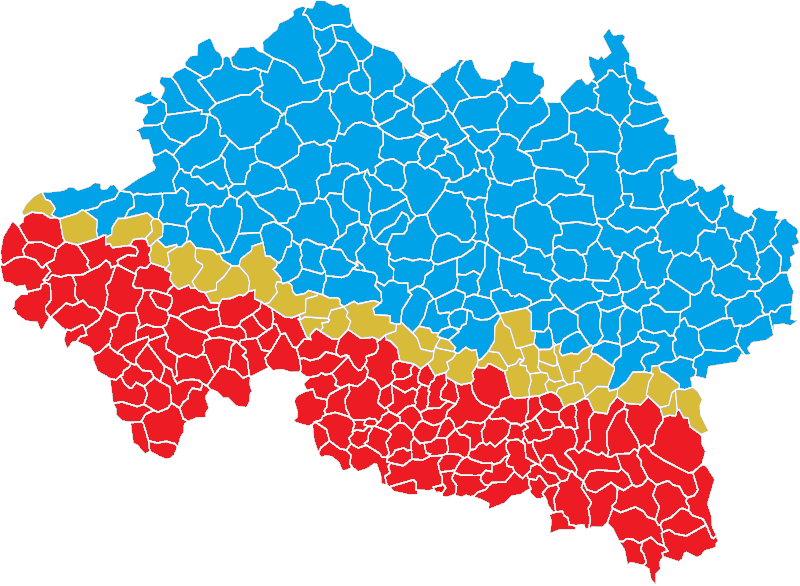
Carte linguistique de l'Allier selon Frantz Brunet (Dictionnaire du parler bourbonnais, 1964). En bleu : le parler d'oïl, en rouge le parler d'oc et en beige une zone de transition entre les deux.

Frantz Brunet est de son vivant un des principaux spécialistes des parlers bourbonnais et d'une manière plus générale de la vie rurale en Bourbonnais.
Il a également écrit deux opuscules sur Charles Péguy, dont il était un admirateur.

### Dictionnaire du parler bourbonnais
Il travaille surtout sur le bourbonnais d'oïl. Son œuvre principale est le Dictionnaire du parler bourbonnais et des régions voisines (Paris, 1964), réédité en 1983 et en 2002 aux éditions De Borée, ouvrage qui résulte de ses études des parlers du Bourbonnais.  
Dans cet ouvrage, à travers sa « promenade linguistique de Franchesse à Poëzat », il découpe les parlers bourbonnais en deux grandes zones : le « parler d'oïl » (avec Bourbon, Moulins, Souvigny, etc.), et le « parler d'oc » (avec Montluçon, Vichy, etc.). Une troisième petite partie, « en zone limite », s'ajoute entre les deux avec une mince bande de transition - correspondant à la bordure septentrionale du Croissant - et comprend par exemple Montmarault, Varennes-sur-Allier ou encore Saint-Éloy-d'Allier.